# Powiat Lipski

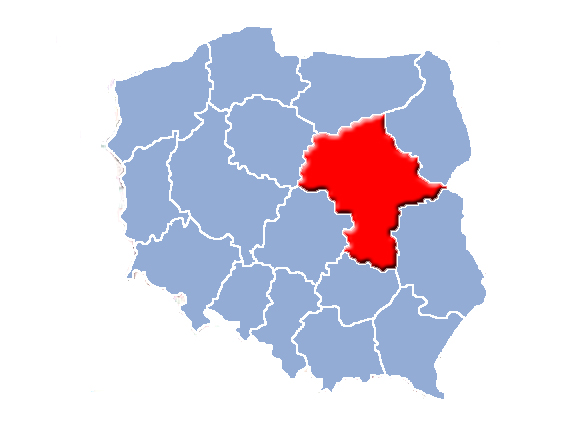
Masowien in Polen

Der Powiat Lipski ist ein Powiat (Kreis) in der polnischen Woiwodschaft Masowien. Der Powiat hat eine Fläche von 747,58 km², auf der etwa 36.900 Einwohner leben.

## Gemeinden
Der Powiat umfasst sechs Gemeinden, davon zwei Stadt-und-Land-Gemeinde und vier Landgemeinden.

### Stadt-und-Land-Gemeinden
- Ciepielów
- Lipsko
- Sienno
- Solec nad Wisłą

### Landgemeinden
- Chotcza
- Rzeczniów